# Кудрицький Микола Михайлович
Мико́ла Миха́йлович Кудри́цький (6 жовтня 1962, Нікополь — 16 березня 1994, Ізраїль) — український футболіст, півзахисник. Майстер спорту СРСР — 1987 рік.
Виступав за команди «Колос» (Нікополь) (1983, 1984–1985), «Кривбас» Кривий Ріг (1984), «Дніпро» (Дніпропетровськ) (1985–1991), «Бней-Єгуда» (Тель-Авів, Ізраїль) (1991–1994).
Запам'ятався багатьом шанувальникам футболу, як справжній боєць на футбольному майданчику. Вирізнявся серед інших гравців того часу невгамовною жагою до боротьби та ударами по воротах з далеких відстаней. Неодноразово визнався найкращим гравцем в матчах чемпіонатів по футболу, а в Ізраїлі його визнали найкращим гравцем серед легіонерів. Тільки непередбачувана смерть стала на заваді цього гравця у дебюті в українській збірній.

## Досягнення
- Чемпіон СРСР: 1988
- Срібний призер чемпіонату СРСР (2): 1987, 1989 років
- Володар Кубку сезону СРСР: 1989 року
- Володар Кубка СРСР: 1989 року
- Володар Кубка Федерації футболу СРСР: 1986, 1989 років
- Фіналіст Кубка Федерації футболу СРСР: 1990 року
- Володар призу Лицарю атаки: 1989 року
- Срібний призер чемпіонату Ізраїлю: 1992 року
- Бронзовий призер чемпіонату Ізраїлю: 1993 року
- Володар Toto Cup Ізраїлю: 1992 року
- Найкращий легіонер чемпіонату Ізраїлю: 1993 рік
- Член Клубу бомбардирів Олега Блохіна — 106 голів